# Michael A. Goorjian
Michael Antranig Goorjian (San Francisco, 4 febbraio 1971) è un attore e regista statunitense.

## Biografia
Goorjian nasce a San Francisco, in California, il 4 febbraio del 1971 da una famiglia di origini armene da parte di padre (i nonni paterni del padre erano superstiti del genocidio armeno) e di origini scozzesi da parte di madre. Cresciuto ad Oakland, frequentò il locale Bishop O'Dowd High School, dove, tramite il loro programma extrascolastico di teatro, si appassionò alla recitazione, iniziando così a recitare presso la compagnia teatrale cittadina. Il suo primo lavoro a Hollywood fu nel ruolo di un ballerino nel musical della Disney Newsies. Da quel momento continuò a lavorare come attore, vincendo un Emmy Award per aver recitato nel ruolo di un giovane ragazzo autistico nel film tv La madre di David. Michael è probabilmente meglio conosciuto come "Justin" ("L'amico di Neve Campbell") nella serie Cinque in famiglia. Nel 1998 recita assieme Matthew Lillard nel film Fuori di cresta nel ruolo di Bob, un giovane punk-anarchico; sempre nel 1998 recita con Morgan Freeman nel film Pioggia infernale. Attualmente Michael vive a San Francisco, in California con la sua moglie Jolie.

## Filmografia

### Attore

#### Cinema
- Shelf Life, regia di Mark Allen - cortometraggio (1991)
- Gli strilloni (Newsies), regia di Kenny Ortega (1992)
- Amore per sempre (Forever Young), regia di Steve Miner (1992)
- Charlot (Chaplin), regia di Richard Attenborough (1992)
- Via da Las Vegas (Leaving Las Vegas), regia di Mike Figgis (1995)
- Screening, regia di Gil Cates Jr. - cortometraggio (1997)
- Pioggia infernale (Hard Rain), regia di Mikael Salomon (1998)
- Fuori di cresta (SLC Punk!), regia di James Merendino (1998)
- Art House, regia di Leigh Scott (1998)
- The Invisibles, regia di Noah Stern (1999)
- Something More, regia di Rob W. King (1999)
- Do Not Disturb - Non disturbare (Do Not Disturb), regia di Dick Maas (1999)
- How to Get Laid at the End of the World, regia di Lori Fontanes (1999)
- Here Lies Lonely, regia di Bart Dorsa (1999)
- Deal of a Lifetime, regia di Paul Levine (1999)
- Amerikana, regia di James Merendino (2001)
- The Mesmerist, regia di Gil Cates Jr. (2002)
- Go for Broke, regia di Jean-Claude La Marre (2002)
- Happily Even After, regia di Unsu Lee (2004)
- Pomegranate, regia di Kraig Kuzirian (2005)
- Conversazioni con Dio (Conversations with God), regia di Stephen Deutsch (2006)
- Broken, regia di Alan White (2006)
- Around June, regia di James Savoca (2008)
- Green Thumb, regia di Phil Lorin e Kiel Murray - cortometraggio (2014)
- My Eleventh, regia di Gary Entin (2014)
- Punk's Dead: SLC Punk 2, regia di James Merendino (2016)
- Pin-Up, regia di Liz Lachman - cortometraggio (2018)

#### Televisione
- Genitori in blue jeans (Growing Pains) – serie TV, episodio 6x15 (1991)
- Condanna (Never Forget), regia di Joseph Sargent – film TV (1991)
- Una famiglia come le altre (Life Goes On) – serie TV, 8 episodi (1991-1993)
- The Flood: Who Will Save Our Children?, regia di Chris Thomson – film TV (1993)
- La madre di David (David's Mother), regia di Robert Allan Ackerman – film TV (1994)
- Giustizia cieca (Blind Justice), regia di Richard Spence – film TV (1994)
- Per amore della legge (Sweet Justice) – serie TV, episodi 1x02-1x03 (1994)
- Sotto inchiesta (Under Suspicion) – serie TV, episodio 1x07 (1994)
- Il tocco di un angelo (Touched by an Angel) – serie TV, episodio 4x09 (1997)
- Chicago Hope – serie TV, episodio 5x02 (1998)
- Life in a Day, regia di Eleanore Lindo – film TV (1999)
- Cinque in famiglia (Party of Five) – serie TV, 45 episodi (1994-2000)
- CSI - Scena del crimine (CSI: Crime Scene Investigation) – serie TV, episodio 2x07 (2001)
- Leisure, regia di Chris Horvath – film TV (2003)
- Senza traccia (Without a Trace) – serie TV, episodio 2x21 (2004)
- Reefer Madness: The Movie Musical, regia di Andy Fickman – film TV (2005)
- Alias – serie TV, episodio 4x06 (2005)
- Detective Monk (Monk) – serie TV, episodio 3x16 (2005)
- Dr. House - Medical Division (House M.D.) – serie TV, episodio 1x18 (2005)
- Killer Instinct – serie TV, episodio 1x06 (2005)
- CSI: Miami – serie TV, episodio 5x08 (2006)
- Eyes – serie TV, episodio 1x09 (2007)
- Company Man, regia di Jon Cassar – film TV (2007)
- Lie to Me – serie TV, episodio 2x08 (2009)
- Covert Affairs – serie TV, episodi 5x01-5x02-5x03 (2014)
- Code Black – serie TV, episodio 1x14 (2016)
- Lucifer – serie TV, episodio 2x02 (2016)
- The Wizard of Lies, regia di Barry Levinson – film TV (2017)

### Regista
- Ambition to Meaning: Finding Your Life's Purpose (2009)
- You Can Heal Your Life (2007)
- The War Prayer (2007)
- Players' Club (2006)
- Illusion (2004)
- Call Waiting (1998)
- Oakland Underground (1997)
- Blood Drips Heavily on Newsies Square (1991)
- Amerikatsi (2022)

## Doppiatori italiani
Nelle versioni in italiano delle opere in cui ha recitato, Michael A. Goorjian è stato doppiato da:
- Riccardo Rossi in CSI - Scena del crimine
- Francesco Meoni in Alias
- Gaetano Lizzio in Detective Monk
- Pasquale Anselmo in Dr. House - Medical Division
- Roberto Certomà in CSI: Miami
- Stefano Thermes in Code Black
- Luigi Ferraro in Lucifer
- Alessio Cigliano in The Wizard of Lies
- Giorgio Borghetti in Avvocato di difesa - The Lincoln Lawyer